# 宮崎県道14号佐土原国富線
宮崎県道14号佐土原国富線（みやざきけんどう14ごう さどわらくにとみせん）は、宮崎県宮崎市から東諸県郡国富町に至る県道（主要地方道）である。

## 概要
宮崎市佐土原町下那珂から東諸県郡国富町大字木脇に至る。

### 路線データ
- 起点：宮崎県宮崎市佐土原町下那珂（佐土原町中溝交差点、宮崎県道10号宮崎インター佐土原線交点）
- 終点：宮崎県東諸県郡国富町大字木脇（国富町木脇交差点、宮崎県道26号宮崎須木線交点）
- 総延長：13.8 km

## 歴史
- 1993年（平成5年）5月11日 - 建設省から、県道下那珂広瀬線・県道福王寺佐土原線の一部・県道那珂高岡線の一部が佐土原国富線として主要地方道に指定される[1]。
- 1994年（平成6年）4月1日 - 宮崎県告示第413号[2]により路線認定される。

## 路線状況

### 通称
- 米良街道（那珂交差点 - 佐土原町黒田交差点）

### 重複区間
- 国道219号（宮崎市佐土原町下那珂・佐土原町黒田交差点 - 宮崎市佐土原町東上那珂）
- 宮崎県道44号宮崎高鍋線（宮崎市佐土原町東上那珂・那珂交差点 - 宮崎市佐土原町東上那珂・信成町交差点）

### 道路施設

#### 橋梁
| - 平橋（石崎川、宮崎市） - 亀田橋（亀田川、宮崎市） - 夜泣橋（下村川、宮崎市） - 冷水橋（北伊倉川、宮崎市） | - 新宮橋（新宮川、宮崎市） - 亀甲橋（石崎川、宮崎市） - 木の峰橋（木脇川、東諸県郡国富町） |

## 地理

### 通過する自治体
- 宮崎市
- 東諸県郡国富町

### 交差する道路
| 交差する道路                                               | 市町村名 | 市町村名 | 交差する場所     | 交差する場所       |
| ---------------------------------------------------------- | -------- | -------- | ---------------- | ------------------ |
| 宮崎県道10号宮崎インター佐土原線                           | 宮崎市   | 宮崎市   | 佐土原町下那珂   | 佐土原町中溝交差点 |
| 国道219号 / 米良街道 重複区間起点                          | 宮崎市   | 宮崎市   | 佐土原町下那珂   | 佐土原町黒田交差点 |
| 国道219号 / 米良街道 重複区間終点 国道219号 / 広瀬バイパス | 宮崎市   | 宮崎市   | 佐土原町東上那珂 |                    |
| 宮崎県道44号宮崎高鍋線 重複区間起点                        | 宮崎市   | 宮崎市   | 佐土原町東上那珂 | 那珂交差点         |
| 宮崎県道44号宮崎高鍋線 重複区間終点                        | 宮崎市   | 宮崎市   | 佐土原町東上那珂 | 信成町交差点       |
| 宮崎県道325号福王寺佐土原線                                | 宮崎市   | 宮崎市   | 佐土原町東上那珂 |                    |
| 宮崎県道355号旭村木脇線                                    | 東諸県郡 | 国富町   | 大字木脇         |                    |
| 宮崎県道26号宮崎須木線                                     | 東諸県郡 | 国富町   | 大字木脇         | 国富町木脇交差点   |

### 沿線
| - 宮崎県総合農業試験場果樹蚕業部 - 宮崎県埋蔵文化財センター本館 - 宮崎県内水面振興センター - 宮崎市立広瀬西小学校 - 宮崎市立那珂小学校 - 佐土原那珂郵便局 | - エコクリーンプラザみやざき - 宮崎アスモ - 平等寺観音堂 - 東上那珂神社 - 八幡神社 - 大将軍神社 |